# Stenophryneta
Stenophryneta is een kevergeslacht uit de familie van de boktorren (Cerambycidae). De wetenschappelijke naam van het geslacht werd voor het eerst geldig gepubliceerd in 1907 door Aurivillius.

## Soorten
Stenophryneta is monotypisch en omvat slechts de volgende soort:
- Stenophryneta variegata Aurivillius, 1907